# Flachheitsproblem

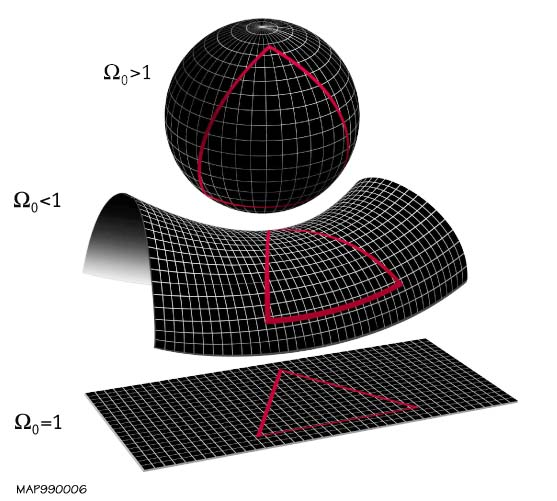
Die lokale Krümmung der Raumzeit des Universums hängt davon ab, ob die relative Dichte größer, gleich oder kleiner als eins ist. Von oben nach unten: Ein sphärisches Universum mit großer Dichte ; ein hyperbolisches Universum mit kleiner Dichte ; ein flaches Universum mit kritischer Dichte. Die Raumzeit ist, anders als in der Abbildung dargestellt, vierdimensional.

Das Flachheitsproblem ist ein kosmologisches Problem des Lambda-CDM-Modells, welches die Entwicklung des Universums beschreibt. Es entstammt der Beobachtung, dass in dem Lambda-CDM-Modell eine Feinabstimmung des Dichteparameters auf einen besonderen, kritischen Wert postuliert werden muss, da eine geringe Abweichung von diesem Wert extremen Einfluss auf das heutige Universum hätte.  Das Problem wurde erstmals von Robert Dicke im Jahr 1969 erwähnt.
Im Fall des Flachheitsproblems ist der Parameter, der eine solche Feinabstimmung erfordert, der Dichteparameter {\displaystyle \Omega } von Masse und Energie in der Friedmann-Gleichung. Für ein flaches Universum, wie es beobachtet wird, muss zur Planck-Zeit eine relative Abweichung des Dichteparameters von 1 bzw. der Dichte von ihrem kritischen Wert in maximal folgender Höhe angenommen werden:
{\displaystyle {\frac {|1-\Omega |}{\Omega }}<10^{-58}}.
Jede größere Abweichung würde mit der Zeit stark anwachsen, sodass die heute beobachtete Dichte, welche für ein flaches Universum erforderlich ist, nicht möglich wäre.
Diese Feinabstimmung steht zwar nicht im Widerspruch zum Lambda-CDM-Modell, jedoch erscheint die Notwendigkeit einer so genauen Festlegung der Anfangsbedingungen unnatürlich. Die Frage, warum der Dichteparameter so nah an 1 liegt, ist im Rahmen des Lambda-CDM-Modells unbeantwortet. Die derzeit in der Kosmologie am meisten akzeptierte Lösung des Problems ist die kosmologische Inflation, bei der es in den ersten Sekundenbruchteilen nach dem Urknall eine Phase sehr starker Expansion gab.
Zusammen mit dem Horizontproblem und dem Problem stabiler magnetischer Monopole ist das Flachheitsproblem eines der drei Hauptprobleme des Lambda-CDM-Modells, welche die Motivation für Inflationstheorien sind.

## Energiedichte und Friedmann-Gleichung
In diesem Kapitel wird der o. g. maximale Wert des Dichteparameters zur Planck-Zeit hergeleitet.
Nach den Einsteinschen Feldgleichungen der Allgemeinen Relativitätstheorie wird die Raumzeit durch die Anwesenheit von Materie und Energie beeinflusst: auf kleinen Skalen erscheint die Raumzeit flach, auf größeren Skalen ist die Raumzeit durch die Gravitation gekrümmt. Da die Relativitätstheorie die Äquivalenz von Masse und Energie annimmt, ist dies auch bei Anwesenheit von Energie (wie Licht oder andere elektromagnetische Strahlung) der Fall. Die Stärke der Krümmung hängt von der Dichte der Materie bzw. Energie ab.
Dieses Verhalten wird durch die erste Friedmann-Gleichung beschrieben, die in einem Universum ohne Kosmologische Konstante lautet:
{\displaystyle H^{2}={\frac {8\pi G}{3}}\rho -{\frac {kc^{2}}{a^{2}}}\Leftrightarrow k={\frac {a^{2}}{c^{2}}}\left({\frac {8\pi G}{3}}\rho -H^{2}\right)}
Dabei ist
- der Hubble-Parameter {\displaystyle H} ein Maß für die Rate, mit der sich das Universum ausdehnt
- {\displaystyle G} Gravitationskonstante
- {\displaystyle \rho } die Gesamtdichte von Masse und Energie im Universum
- {\displaystyle k} der Krümmungsparameter, der die Krümmung der Raumzeit bestimmt:
  - {\displaystyle k>0} entspricht einem geschlossenen,
  - {\displaystyle k=0} einem flachen,
  - {\displaystyle k<0} einem offenen Universum.
- {\displaystyle c} die Lichtgeschwindigkeit
- {\displaystyle a} der Skalenfaktor, der die „Größe“ des Universums bestimmt.

Die obige Gleichung lässt sich durch Definition einer kritischen Dichte {\displaystyle \rho _{\mathrm {c} }} vereinfachen. Für einen gegebenen Wert von {\displaystyle H} ist sie definiert als diejenige Dichte, welche für ein flaches Universum ({\displaystyle k=0}) erforderlich ist:
{\displaystyle \rho _{\mathrm {c} }={\frac {3H^{2}}{8\pi G}}}.
Die Gravitationskonstante {\displaystyle G} ist bekannt, und die Expansionsrate {\displaystyle H} lässt sich durch Messungen der Geschwindigkeit bestimmen, mit der sich weit entfernte Galaxien von uns wegbewegen. Dadurch lässt sich für die kritische Dichte {\displaystyle \rho _{\mathrm {c} }} ein Wert von etwa 10−26 kg m3 berechnen.
Das Verhältnis der tatsächlichen Dichte zu diesem kritischen Wert wird mit {\displaystyle \Omega } bezeichnet:
{\displaystyle \Omega ={\frac {\rho }{\rho _{\mathrm {c} }}}}
Die Abweichung von {\displaystyle \Omega } vom Wert {\displaystyle 1} bestimmt daher die Geometrie des Universums:
- {\displaystyle \Omega <1} ist ein offenes Universum mit geringer Dichte
- {\displaystyle \Omega =1} ein flaches Universum mit genau kritischer Dichte
- {\displaystyle \Omega >1} ein geschlossenes Universum mit hoher Dichte.

Die oben eingeführte Friedmann-Gleichung
{\displaystyle \Leftrightarrow {\frac {3a^{2}}{8\pi G}}H^{2}=\rho a^{2}-{\frac {3kc^{2}}{8\pi G}}}
lässt sich durch Einsetzen von {\displaystyle \rho _{\mathrm {c} }} umformen zu
{\displaystyle \Leftrightarrow \rho _{\mathrm {c} }a^{2}-\rho a^{2}=-{\frac {3kc^{2}}{8\pi G}}}
sowie durch Ausklammern von {\displaystyle \rho a^{2}} und Einsetzen von {\displaystyle \Omega } zu:
{\displaystyle \Leftrightarrow \left({\frac {1}{\Omega }}-1\right)\rho a^{2}={\frac {-3kc^{2}}{8\pi G}}.}
Die rechte Seite der letzten Gleichung enthält nur Konstanten, weshalb die rechte und linke Seite der Gleichung während der ganzen Entwicklung des Universums konstant sein müssen.
Mit der Expansion des Universums werden der Skalenfaktor {\displaystyle a} größer und die Dichte {\displaystyle \rho } geringer, da sich die Materie (oder Energie) auf das größere Universum verteilt. Für das Lambda-CDM-Modell, bei dem das Universum die meiste Zeit überwiegend Materie und Strahlung enthält, nimmt der Wert von {\displaystyle \rho } jedoch stärker ab als {\displaystyle a^{2}} zunimmt. Deshalb wird das Produkt {\displaystyle \rho a^{2}} mit der Zeit geringer, und zwar seit der Planck-Ära um einen Faktor von rund {\displaystyle 10^{60}}. Deshalb muss {\displaystyle {\frac {1}{\Omega }}-1\approx {\frac {|1-\Omega |}{\Omega }}} um den gleichen Faktor zugenommen haben, damit das gesamte Produkt auf der linken Seite der Gleichung konstant bleibt.